# Zeche Schwarze Junge
Die Zeche Schwarze Junge ist ein ehemaliges Steinkohlenbergwerk in Dahlhausen. Das Bergwerk war auch unter den Namen Zeche Schwartze Junge, Zeche Schwarzen Jungen und Zeche Schwarzer Junge bekannt. Das Bergwerk war eine sogenannte königliche Zeche.

## Geschichte

### Die Anfänge
Im Jahr 1762 stellte das preußische Bergamt in Bochum einen ungenehmigten Kohlenabbau in seinem Revier fest. Der ungenehmigte, somit wilde Bergbau, wurde auf dem Grundbesitz des adligen Hauses Horst getätigt. Besitzer des Grundstückes war der Baron von Elverfeldt; der Mann, der den ungenehmigten Bergbau durchführte, war Heinrich Krampe. Krampe baute in dem Flöz, das innerhalb der Eigentumsgrenzen des Hauses Horst lag, und gewann so täglich bis zu zwei Tonnen Steinkohle. Das Bergamt untersagte Krampe sämtliche weiteren bergbaulichen Tätigkeiten. Allerdings hielt sich Krampe nicht an die Anordnung des Bergamtes, sondern machte mit den Arbeiten weiter. Er fuhr eine Ackeldruft in östlicher Richtung auf und teufte danach noch einen Schacht ab. Aufgrund des Verhaltens von Krampe kam es zu einem Rechtsstreit zwischen dem Staat und dem Baron von Elverfeldt. Der Rechtsstreit wurde wegen Verstoßes gegen das Regalrecht geführt und dauerte mehrere Jahre. Hintergrund für diesen Rechtsstreit war die Auffassung des Grundstückseigentümers, dass Kohlen nicht unter das Bergregal fielen und somit dem Grundstückseigentümer gehören würden. Im Jahr 1772 ging das Bergwerk als fiskalische Zeche in Betrieb. In den Jahren 1772 bis 1781 wurden vom Bergwerk Kohlenlieferungen nach Kleve getätigt, die Kohlen wurden über die Ruhr und den Rhein transportiert. Im Jahr 1780 fand im Möll-Siepen Stollenbau statt. Noch vor dem Jahr 1784 wurde begonnen, einen neuen Stollen am Dahlberger Berg aufzufahren. Der Stollen wurde aus dem Ruhrtal aufgefahren. Ab diesem Zeitpunkt wurde der erste Stollen als Oberstollen bezeichnet.

### Der weitere Betrieb
Im Jahr 1784 wurde das Bergwerk durch den Leiter des märkischen Bergamtsbezirkes, den Freiherrn vom Stein befahren. Zu diesem Zeitpunkt hatte der Stollen bereits eine Länge von 126 Lachtern. Abgebaut wurde ein Flöz mit einer Mächtigkeit von 35 Zoll. Bei der Befahrung entdeckte vom Stein den von Krampe aufgefahrenen Stollen. Der Stollen befand sich sechs Meter höher als der neue Stollen. Vom Stein stellte auch fest, dass in dem alten Stollen bereits Kohlen abgebaut worden waren. Über einen Schacht waren bereits Teile des Grubenfeldes abgebaut worden. Vom Stein machte in seinem Protokoll Angaben über den Zustand des Bergwerks und die Leistung und Bezahlung der dort beschäftigten Bergleute. Er bemängelte den schlechten Zustand der Fahrten und wies den zuständigen Schichtmeister an, die Fahrten so weit wie nötig und möglich auswechseln zu lassen.
Im Jahr 1788 wurde ein Längenfeld verliehen, außerdem wurde das Feld im selben Jahr verlochsteint. Im Jahr 1796 wurde im Bereich des Schachtes Johannes (Schacht 5) abgebaut. Im Jahr 1800 waren die Schächte 4 und 5 in Betrieb. Ab November des darauffolgenden Jahres wurde das Bergwerk in Fristen gelegt, Grund für die Maßnahme war Absatzmangel. Ab Mai des Jahres 1806 wurde das Bergwerk wieder in Betrieb genommen. Der Stollen wurde aufgewältigt und das Grubenfeld weiter ausgerichtet. In den darauffolgenden Jahren war das Bergwerk weiterhin in Betrieb. Im Jahr 1820 wurde vom Stollenmundloch ein Schiebeweg zur Kohlenniederlage an der Ruhr angelegt. Das Stollenmundloch befand sich auf der Grenze der beiden Gemeinden Horst und Dahlhausen, der Schiebeweg hatte eine Länge von etwa 100 Lachtern.

### Die letzten Jahre
Im Jahr 1830 war das Bergwerk in Betrieb, es hatte ein jährliches Fördervermögen von 8300 preußischen Tonnen. Am 6. Oktober des Jahres darauf wurde ein Geviertfeld mit dem Namen Schwarze Junge Nr. II verliehen. Im Jahr 1836 wurden 11.983 ⅛ preußische Tonnen Steinkohle gefördert. Ende April des Jahres 1837 wurde die Zeche Schwarze Junge stillgelegt. Am 18. August des Jahres 1853 wurde ein kleines Geviertfeld mit dem Namen Schwarze Junge verliehen. Im Jahr 1893 wurde die Berechtsame der Zeche Vereinigte Maria Anna Steinbank zugeschlagen. Nachdem im Jahr 1905 dieses Bergwerk stillgelegt worden war, wurden die Berechtsamen wieder getrennt. Im Jahr 1919 wurde das Grubenfeld verpachtet und durch die Zeche Robert wieder in Betrieb genommen. Im Jahr darauf wurde die Zeche Schwarze Junge von der Zeche Robert erworben. Am 23. September des Jahres 1937 wurde die Zeche Schwarze Junge von der Essener Steinkohlenbergwerke AG käuflich erworben. Heute erinnert ein kleiner Weg "Am Schwarzen Jungen" noch an die Zeche, er liegt parallel zur Varenholzstraße zwischen Im Stapel und Sudholzstraße.